# Microtus schidlovskii
Microtus schidlovskii is een zoogdier uit de familie van de Cricetidae. De wetenschappelijke naam van de soort werd voor het eerst geldig gepubliceerd door Argyropulo in 1933.